# Queletia
Queletia is een geslacht van schimmels behorend tot de familie Agaricaceae. Het geslacht is beschreven door de France mycoloog Elias Magnus Fries en in 1872 geldig gepubliceerd. De typesoort is Queletia mirabilis. 

## Soorten
Volgens Index Fungorum telt het geslacht drie soorten:
| Soortnaam             | Auteur(s)   | Publicatiejaar |
| --------------------- | ----------- | -------------- |
| Queletia andina       | J.E. Wright | 1989           |
| Queletia mirabilis    | Fr.         | 1872           |
| Queletia turcestanica | M. Petrov   | 1929           |